# Rose ave.
Rose ave (estilizado como rose ave.) es el primer álbum de estudio del dúo de música folk You+Me, formado por Dallas Green (City and Colour) y Alecia Moore (Pink). El álbum salió a la venta el 14 de octubre del 2014. Todas las canciones fueron escritas por Pink y Green excepto "No Ordinary Love", una canción de la banda inglesa Sade. El álbum debutó en el número 1 en Canada y en el número 4 de la lista Billboard 200.
- Datos: Q18209576